# 이동 (왕족)
함원군 이동(咸原君 李銅, ? - ?)은 조선 전기의 왕족으로, 조선 세종대왕 이도의 여섯째 적출 아들인 금성대군 이유의 서자였다. 그의 어렸을 때 이름은 이가질동(李加叱同) 또는 갓동이다. 아버지 금성대군이 순흥부사 이보흠 등과 단종 복위를 도모하다가 실패하고 처형당하자, 노비가 되어 충청도 충주에 보내졌다. 세종대왕과 소헌왕후의 손자였지만 노비로 일생을 보냈다.
1518년(중종 13년) 2월 21일 기준(奇遵)이 금성대군 일가족의 석방 상소를 올릴 때까지도 생존해 있었다. 그러나 그가 정확하게 언제 사망했는지는 알려져 있지 않다. 평민 처에게서는 자녀를 얻지 못하고 충주의 여자 노비에게서 얻은 세 명의 서자의 후손들이 전한다.

## 생애
금성대군 유의 첩 소생이며, 세종대왕과 소헌왕후의 친손자가 된다. 다른 이름은 가질동 또는 갓동이었다.
아버지 금성대군이 단종 복위 운동을 주도하다가 실패하고 처형되자, 충주의 노비로 정속되었다. 충주에서 노비로 있으면서 여자 관비(官婢)에게 장가들어 아들 금질정(金叱丁), 철정(鐵丁), 은정(銀丁) 등을 두었다. 이들은 정종의 서자 선성군 이무생(宣城君 李茂生)의 아들 설성부정 이철정(雪城副正 李鐵丁), 석보부수 이은정(石保副守 李銀丁)과는 동명이인들이다. 1518년(중종 13년) 9월 28일 예조의 건의를 받아들인 중종이 그의 후손들을 왕실 족보인 선원보략에 수록시켰고, 1520년(중종 15년) 11월 13일 종부시(宗簿寺)의 상주로 서용되었다.
그러나 그의 자손들은 작위를 받지 못했고, 이금질정의 서자인 두리동(豆里童)이 생전 창화감(昌化監)의 작위를 받았다. 뒤에 김해김씨 김천필(金天弼)의 딸과 결혼하였으나 자녀가 없다.
1518년(중종 13) 2월 21일 기준(奇遵)이 그의 무죄와 사면을 상소하였다.
금성 대군의 아들인 화원군(花原君) 맹한(孟漢)과 맹한의 아들 이연장(李連長)과 그의 서모제(庶母弟)가 모두 청주(淸州)의 관노(官奴)인데, 이것은 신도 그 사실을 알고 있습니다. 세조조에 있어서는 대사(大事)를 위하여 부득이 처벌하였겠지만 당대에 와서야 저들이 무슨 죄가 있겠습니까?

1518년 당시에도 이맹한, 이연장, 이동 등은 생존해 있었다. 그가 언제 사망했는지는 정확한 사망 시점은 알려져 있지 않으나 1518년(중종 13년) 무렵에는 생존하고 있었다.

### 사후
묘는 전라도 임피현 서면 장산리(臨陂縣 西面 長山里, 현 군산시 임피면) 안산(案山) 을좌에 안장되었다. 고종 때에 가서 1872년(고종 9년) 이동과 그의 아들 금질정, 철정, 은정, 그리고 철정의 아들 이복련(李福連) 등은 모두 증직으로 소의대부 호조참판 겸 지종정경에 추증되었다.

## 가족 관계
김천필(金天弼)의 딸 김해김씨와 혼인하였으나 자녀가 없고, 충주의 공노비 여성에게서 서자 셋을 두었다.
- 조부 : 세종대왕
- 조모 : 소헌왕후
- 부친 : 금성대군
- 적모 : 완산부부인 최씨 (完山府夫人 崔氏, 생몰년 미상)
  - 적형 : 화원군 이맹한 (花原君 李孟漢, 또는 함종군, 생몰년 미상) - 아들 이연장(李連長)과 함께 청주의 관노가 되었다.
    - 조카 : 동평군 이연장(東平君 李連長) - 아버지 이맹한(李孟漢)과 함께 청주의 관노가 되었다.

  - 적제(양적제) : 춘성군 도효공 당(春城君 悼孝公 1454 - 1485년) - 세종의 서5남 밀성군의 아들, 금성대군의 양자
- 어머니 : 이름 미상
- 부인 : 김해김씨, 평민, 김천필(金天弼)의 딸
- 첩 : 충주의 여자 공노비
  - 서자 : 이쇳정(李金叱丁)
    - 서손자 : 창화감 이둘동(昌化監 李豆里同)

  - 서자 : 이철정(李鐵丁)
    - 서손자 : 이복련 (李福蓮)

  - 서자 : 이은정(李銀丁)

## 같이 보기
- 단종 복위 사건
- 금성대군
- 이구지